# Крум Стоянов
Вижте пояснителната страница за други личности с името Крум Стоянов.
Крум Стоянов (роден на 1 август 1991 г. в Сливен) е български футболист, защитник, който играе за Свиленград. Племенник на Пламен Крумов. Дебютира в А група с Черноморец (Бургас) на 24 март 2012 г. срещу Видима-Раковски (Севлиево).

## Статистика по сезони
| Сезон   | Отбор           | Първенство | Мачове | Голове |
| ------- | --------------- | ---------- | ------ | ------ |
| 2009/10 | Черноморец (Пм) | Б група    | 5      | 0      |
| 2010/11 | Черноморец (Пм) | Б група    | 9      | 2      |
| 2011/12 | Черноморец (Бс) | А група    | 2      | 0      |
| 2012/13 | Черноморец (Бс) | А група    | 12     | 0      |
| 2013/14 | Черноморец (Бс) | А група    | 23     | 1      |
| 2014/15 | Славия (Сф)     | А група    | 10     | 0      |
| 2015/16 | Локомотив (Пд)  | А група    | 28     | 0      |

## Успехи
Ботев (Пловдив)
- Купа на България: 2016/17
- Суперкупа на България: 2017